# Przesła
Przesła, lub Przęsła (około 675 m) – szerokie obniżenie w grani głównej Pienin Spiskich, pomiędzy Barwinkową Górą (725 m) a Krempaszankową (843 m) i Ślipczą. Było od dawna używane jako wygodne połączenie pomiędzy Łapszami Niżnymi a Falsztynem. Z południowych stoków spływa Złoty Potok, z północnych potok Falsztyński. Rejon przełęczy jest płaski, dość podmokły i zalesiony, więc pozbawiony widoków. Często żerują tutaj dziki. Według Stanisława Figla nazwa przełęczy pochodzi od tego, że prowadząca przez nią droga leśna „przeszła” na północną stronę grzbietu.

## Szlaki turystyki pieszej, rowerowej i konnej
– czerwony od zamku w Niedzicy przez Cisówkę, przełęcz Przęsła i Żar do Dursztyna. Pierwsza część szlaku do przełęczy Przęsła jest również szlakiem konnym. Czas przejścia: w obie strony po 3:30 h.
 – żółty szlak pieszy z Falsztyna przez Przęsła do Łapszy Niżnych. Czas przejścia: 1:20 h